# Ardisia morobeensis
Ardisia morobeensis là một loài thực vật có hoa trong họ Anh thảo. Loài này được Sleumer mô tả khoa học đầu tiên năm 1988.